# 동물과학
동물과학은 축산학 및 애완동물에 대한 과학을 가리킨다. 식재료로 쓰이는 일반적인 가축에 대한 축산학, 사역 및 여가에 쓰이는 말, 애완동물 등을 연구한다.

## 같이 보기
- 수의학
- 말산업 육성법